# Yassine Boukhari
Pour les articles homonymes, voir Boukhari.
Yassine Boukhari, est un footballeur algérien né le 9 juin 1986 à Berrouaghia, dans la banlieue d'Alger. Il évolue au poste d'attaquant à l'USM Khenchela.

## Palmarès
- Vice-champion d'Algérie en 2008 avec l'ASO Chlef.